# Список утраченных фильмов России (1912)
Список утраченных фильмов России (1912) — список утраченных фильмов России отснятых в 1912 году, отсортированный в алфавитном порядке. Все фильмы художественные.

## Легенда
Разделительная полоса
 Комментарий; критика фильма

## Список
| Название | Метраж                     | Жанр                                             | Киностудия                             | Режиссёр                                                           | Актёры | Литературный первоисточник                                          |
| --- | -------------------------- | ------------------------------------------------ | -------------------------------------- | ------------------------------------------------------------------ | --- | ------------------------------------------------------------------- |
| |                            |                                                  |                                        |                                                                    | |                                                                     |
| «Авиационная неделя насекомых» |                            | объёмная мультипликация                          |                                        | Владислав Старевич                                                 | |                                                                     |
| В одном месте картины буквально поражает дрессированная стрекоза, стоя на розе, ничтоже сумняшеся, вертящая ручку крошечного съёмочного аппарата и снимающая летящую около бабочку. Всё снято, конечно, в увеличенном виде, всё удивляет, захватывает оригинальностью и новизной…— «Вестник кинематографии», 1912, № 26 |                            |                                                  |                                        |                                                                    | |                                                                     |
| |                            |                                                  |                                        |                                                                    | |                                                                     |
| «Алим — крымский разбойник» |                            |                                                  |                                        |                                                                    | |                                                                     |
| |                            |                                                  |                                        |                                                                    | |                                                                     |
| «Анфиса» | 860 (680?) метров          | «мрачная драма»                                  | т/д «Тиман и Рейнгардт»                | Яков Протазанов [Владимир Кривцов?]                                | Владимир Максимов, Екатерина Рощина-Инсарова, Владимир Шатерников (Фёдор Костомаров) | одноимённая пьеса Л. Андреева                                       |
| Одноимённая театральная постановка с участием Рощиной-Инсаровой и Максимовой состоялась в январе 1910 г. в московском театре Незлобина. Фильм был создан под непосредственным влиянием театральной постановки. В семье Фёдора и Александры Костомаровых царит разлад. Анфиса, старшая сестра Александры, поселяется в их доме, чтобы восстановить мир. Но в результате между ней и Костомаровым зарождается роковая страсть. Семья окончательно разрушена, но с Анфисой Фёдор счастья не находит, любовники лишь терзают друг друга. Тиман и Рейнгардт <…> выпустили несколько чрезвычайно интересных картин, из которых особенно любопытны две — «Анфиса» по сценарию Л. Андреева <…> и «Труп № 1346» <…> Первая из этих картин представляет интерес благодаря участию в центральное роли Е. Н. Рощиной-Инсаровой и тому, что сценарий был первой пробой Андреева на кинематографическом поприще.— Б. Лихачёв «Кино в России» - Л., 1927, стр. 102 Сейчас я понимаю, что фильм был неплохой. Недостатком его была театральность мизансценировок. И появился этот недостаток не потому, что режиссёр слепо следовал театральным законам и не знал ещё основных выразительных средств кинематографа. Актёры тогда были хозяевами положения, и режиссёр тогда ещё не был самостоятельным руководителем актёрского исполнения перед объективом. То обстоятельство, что русские режиссёры некоторое время находились в зависимости от сценических привычек театральных актёров, задерживало применение средних и крупных планов, равно как и использование разнообразных ракурсов <…> под давлением театральных актёров снимали сцену так, будто она разыгрывалась на театре. Вот почему мы часто видели на экране большой зал, в дальнем углу которого мелькали крохотные фигурки.— Я. Протазанов «Сборник статей и материалов» - М., 1948, стр. 238 Тиман, расширяя своё кинопроизводство, повсюду искал талантливых людей. Ему первым удалось заинтересовать кинематографом писателя Леонида Андреева, который специально для кино переделал свою пьесу «Анфиса». В начале 1912 года Яков Протазанов и Джованни Витротти сняли по ней одноимённый фильм. Позже Протазанов признал, что картина получилась неплохой, недостатком её была лишь излишняя театральность постановки, местами создавалось впечатление, что всё действие происходит на театральной сцене. Виной тому были, по мнению Протазанова, известные актёры, которые, впервые снимаясь в кино, своим авторитетом навязывали кинорежиссёрам привычные им представления о театральном действии. Это были популярные артисты Малого театра — любимица столичной театральной публики В. Рощина-Инсарова и блистательный В. В. Максимов, пленявший поклонниц театра в ролях героя -любовника.— В. Михайлов «Рассказы о кинематографе старой Москвы» - М., 2003, стр. 181 Сам он [Максимов] считает первым заслуживающим внимания выступлением в кино участие в фильме «Анфиса».— Н. Иезуитов «Киноискусство дореволюционной России» - М., 1958, стр. 298 Появление этой картины обострило интерес к русскому киноискусству и содействовало вовлечению в русское кино культурных сил. <…> Серьёзную работу проделал Леонид Андреев над своей пьесой, заменяя пластическим материалом диалогическую ткань повествования.— М. Алейников «Чувство нового» - М., 1948, стр. 32 …в этом фильме, несмотря на сопротивление актёров, Протазанов обнаружил настойчивое стремление отказаться от театральной условности, что было заметно на сдержанном движении и жесте актёров и еще больше на дроблении отдельных эпизодов на монтажные куски. <…> Монтажное выделение средним планом отдельных персонажей и фиксация деталей усиливали психологическую разработку сюжета <…>. …в «Анфисе» уже наблюдались приёмы игры деталью для эмоционального усиления отдельных сцен.— М. Алейников «Яков Протазанов» - М., 1957, стр. 11-12 … лучшие дореволюционные постановки Протазанова, такие как «Анфиса», «Мимо жизни», «Семейное счастье», «Дьявол», «Я и моя совесть», «Пиковая дама», «Отец Сергий» и др.— М. Алейников «Яков Протазанов» - М., 1957, стр. 23 Можно ли вполне доверять этому тексту Алейникова: почему в 1948-м он ни словом не обмолвился ни о средних планах, ни, тем более, о деталях, а в 1957-м вдруг о них вспомнил? Создаётся впечатление, что он желаемое выдаёт за действительное. Итак, на одной чаше весов — «давление задерживало», о чём писал Протазанов, на другой—средние планы и деталь, о которых говорит Алейников. Большее доверие всё-таки вызывают слова режиссёра о том, что в кадре мы видели большой зал, в углу которого мелькают крохотные фигурки.— В. Короткий «Малоизвестный Протазанов» - М., 2003, стр. 82 |                            |                                                  |                                        |                                                                    | |                                                                     |
| |                            |                                                  |                                        |                                                                    | |                                                                     |
| «Бедность не порок» | 345 метров                 | драма                                            | Бр. Пате (Моск. отд.)                  | Кай Ганзен                                                         | | одноимённая пьеса А. Н. Островского                                 |
| |                            |                                                  |                                        |                                                                    | |                                                                     |
| «Без прикрас» |                            | комедия                                          | «Бронислава»                           | А. Клишевский                                                      | артисты виленских театров | -                                                                   |
| Вильно. Кинотеатром «Бронислава» выпущен первый фильм, снятый в этом городе, — комедия-обозрение «Без прикрас» на злобу местной жизни в исполнении артистов виленских театров.— В. Вишневский «Художественные фильмы дореволюционной России» - М., 1945, стр. 19 |                            |                                                  |                                        |                                                                    | |                                                                     |
| |                            |                                                  |                                        |                                                                    | |                                                                     |
| «Белый ужас» | 460 метров                 |                                                  | т/д Р. Перский                         |                                                                    | |                                                                     |
| |                            |                                                  |                                        |                                                                    | |                                                                     |
| «Бесприданница» | 2 части, 775 метров        | драма                                            | Бр. Пате (Моск. отд.)                  | Кай Ганзен                                                         | Вера Пашенная (Лариса), Пясецкий (Паратов), Николай Васильев (Кнуров) | одноимённая пьеса А. Н. Островского                                 |
| Лариса — красивая, но бедная девушка. За ней ухаживают, ей говорят любезности, но связать свою судьбу с её жизнью никому не приходит в голову. Также это не пришло в голову и красавцу барину Паратову, которому было довольно того, что он перед Ларисой Дмитриевной не скрывал своих чувств, но… о женитьбе на ней он, конечно, не думал. Не так думала сама Лариса. В возлюбленном она прежде всего хотела видеть мужа, и не раз на это намекала сводившему её с ума Паратову, но тот всё обращал в шутку, и так текли дни за днями… Вдруг Лариса узнаёт, что Паратов уезжает, значит всё кончено, решает она и борется с собою, стараясь забыть того, кто ранил её сердце. Случай помогает этому: ей делает предложение давно зарившийся на ней чиновник Карандышев, и она… предложение принимает. Но незадолго до свадьбы, уже после помолвки на горизонте Ларисы появляется прежний кумир и властитель её сердца. Опять пошли дни тревог и волнений: она очутилась между двух огней, между тем, кого сама любила, и тем, кто любил её. Однажды вечером, когда в доме её матери незадолго до предлагаемого венца собрались гости, Паратов затевает катание на лодках и увозит с собой Ларису. Напрасно её разыскивает взбесившийся от ревности Карандышев. Лариса укатила… Но вот загулявшая компания возвращается, и между Паратовым и Ларисой происходит последнее объяснение. Лариса, истерзанная двойственностью положения, ставит вопрос прямо: жена она ему или нет? Но Паратов, собирающийся жениться по расчёту, конечно, откровенно заявляет, что ей на это рассчитывать нечего. Как громом поразил этот жестокий ответ бедную девушку. Но это ещё не всё. Чашу горести дополнило ещё одно обстоятельство. Два дельца, постоянно увивающиеся около Ларисы, нюхом почуяли, что над неё стряслось несчастье, и боясь пропустить случай, решили при помощи «орлянки» вопрос о том, кому завладеть Ларисой. Но вопрос так и остался нерешённым… Лариса, не желая ни продаться, ни закабалить себя в браке с нелюбимым, высказала ему всю горечь, накипевшую у неё на сердце… Карандышев не вынес оскорбления своей любви и выстрелом из револьвера убил Ларису. Так кончила жизнь девушка, которой нечего было принести в дом любимого человека.— Либретто фильма Одна из лучших картин «Пате».— Б. Лихачёв «Кино в России» - Л., 1927, стр. 109 |                            |                                                  |                                        |                                                                    | |                                                                     |
| |                            |                                                  |                                        |                                                                    | |                                                                     |
| «Бог мести» («Готфун николо», «Got fund nikome») | 3 части, 795 (835?) метров | драма                                            | Бр. Пате (Моск. отд.)                  | Александр Аркатов                                                  | Исаак Арно (Янкель Шеппович), Ханя Брагинская (Ханя, его жена), Брандеска (Ривкеле, их дочь), Кундинская (Гиндель, девица), Вера Заславская (Манька, девица), Миша Фишзон (Шлейме, альфонс), Мария Арно (Рейзель, девица), Кундинский (Эле, раввин), Ш. Ирис (Сейфер)                                     | одноимённая пьеса Шолома Аша                                        |
| Фильм, как и пьеса, вызвала интерес зрителей острым социальным содержанием, стремлением рассказать те неприятные стороны человеческой жизни, которые люди порой замалчивали или предпочитали не замечать. Ложь и существование за счёт «нечистых» доходов оборачиваются для человека трагическими последствиями. От семнадцатилетней Ривкеле, обуреваемой любопытством, старательно скрывают, что её отец Янкель Шеппович держит в подвале своего дома непристойное заведение. Янкель Шеппович, хозяин дома терпимости, хотел сберечь невинность своей дочери. С этой целью он покупает Свиток-Тору, которая должна своей святостью сберечь от грехов чистейшую и невинную Ривкеле. Но Бог мести карает Янкеля за то, что он всю свою жизнь торговал телами еврейских девушек. Девушку похищает сутенёр Шлейме, но мать выкупает её за большие деньги. Подозревая дочь в потере невинности, отец выгоняет её из дома. Дебют Аркатова в качестве режиссёра. |                            |                                                  |                                        |                                                                    | |                                                                     |
| |                            |                                                  |                                        |                                                                    | |                                                                     |
| «Бог мести» | 1100 метров                | драма                                            | т-во «Сила»                            |                                                                    | | одноимённая пьеса Шолома Аша                                        |
| |                            |                                                  |                                        |                                                                    | |                                                                     |
| «Борьба двух поколений» («Мирра Эфрос») | 740 метров                 | драма                                            | «Гомон» (Моск. отд.)                   | Владимир Кривцов                                                   | | пьеса Якова Гордина «Мирра Эфрос»                                   |
| Слуцк. В богатом доме Мирры все жили в мире и согласии. Взрослые сыновья Мирры — Иоселе и Даниил были послушными детьми, помощниками матери в её делах. Иоселе сватают невесту, и сваты договариваются о том, какой выкуп даст Мирра за невесту. Мирра Эфрос раздражена попрошайничеством матери невесты и её пропойцы-мужа, однако ради сына соглашается на свадьбу Иоселе и Шнейде. Всё своё знание Мирра передала детям. От всего отказалась она ради счастья своих детей. Дело, в которое Мирра вложила столько сил, начало разваливаться. Младший сын Мирры — Даниил — кутила, отец Шнейделе, пропойца Нухим, управлял делами плохо. Каждый день в доме Мирры происходили ссоры. Не вытерпев этого, Мирра решила уйти из семьи. |                            |                                                  |                                        |                                                                    | |                                                                     |
| |                            |                                                  |                                        |                                                                    | |                                                                     |
| «Братья-разбойники» | 2 части, 455 метров        | драма                                            | т/д «Варяг»                            | Владимир Кривцов                                                   | А. Горбачевский, Владимир Кривцов | одноимённая поэма А. С. Пушкина                                     |
| |                            |                                                  |                                        |                                                                    | |                                                                     |
| «Бред больного» («Бред сумасшедшего», «Записки сумасшедшего») | 1 часть                    | кинодекламация                                   | т/д «Продафильм»                       |                                                                    | К. Женин (декламатор) | повесть Н. В. Гоголя «Записки сумасшедшего»                         |
| |                            |                                                  |                                        |                                                                    | |                                                                     |
| «Верочка хочет замуж» | 200 метров                 | комедия                                          | т/д «Варяг»                            | Борис Чайковский                                                   | | -                                                                   |
| |                            |                                                  |                                        |                                                                    | |                                                                     |
| «Весенний поток» | 580 метров                 | драма                                            | т/д Ханжонкова                         | Пётр Чардынин                                                      | Татьяна Шорникова (Шурочка Тлызина), Иван Мозжухин (художник Альбов) | одноимённая пьеса А. И. Косоротова                                  |
| Среди работ [1912] года [Чардынина] <…> выделяются <…> «Рабочая слободка» <…> и «Весенний поток»…— В. Короткий «Режиссёры и операторы русского игрового кино (1897-1921)» - М., 2009, стр. 402 Разрозненные фрагменты фильма сохранились в ГФФ. |                            |                                                  |                                        |                                                                    | |                                                                     |
| |                            |                                                  |                                        |                                                                    | |                                                                     |
| «Вечная песня» («Дос эйбике лид») |                            | драма                                            | т-во «Сила» (?)                        | Марк Арнштейн                                                      | |                                                                     |
| |                            |                                                  |                                        |                                                                    | |                                                                     |
| «Вий» |                            |                                                  |                                        |                                                                    | Трофим Поддубный | одноимённая пьеса Н. В. Гоголя                                      |
| |                            |                                                  |                                        |                                                                    | |                                                                     |
| «Владимир Красное Солнышко» | 430 метров                 | историческая драма                               | т-во «Варяг»                           | Михаил Новиков                                                     | |                                                                     |
| |                            |                                                  |                                        |                                                                    | |                                                                     |
| «Во саду ли во лесочке девица гуляла» |                            | кинодекламация (?)                               | «Первое СПб ателье кинематографии» (?) | Владимир Гельгардт                                                 | |                                                                     |
| |                            |                                                  |                                        |                                                                    | |                                                                     |
| «Воевода» | 1100 метров                |                                                  | т-во «Сила» («Минтус»?)                |                                                                    | |                                                                     |
| |                            |                                                  |                                        |                                                                    | |                                                                     |
| «Война XX века» | 490 метров                 | комедия                                          | Бр. Пате (Моск. отд.)                  | Александр Аркатов, Анатолий Дуров                                  | |                                                                     |
| Засъёмка представления дрессированных зверей Анатолия Дурова, представлявшего собой юмористическое изображение войны |                            |                                                  |                                        |                                                                    | |                                                                     |
| |                            |                                                  |                                        |                                                                    | |                                                                     |
| «Вокзал» |                            | кинодекламация                                   |                                        |                                                                    | Семён Крамской (декламатор) |                                                                     |
| |                            |                                                  |                                        |                                                                    | |                                                                     |
| «Ворона в павлиньих перьях» | 510 метров                 | комедия                                          | т-во «Сила»                            |                                                                    | Николай Ниров |                                                                     |
| |                            |                                                  |                                        |                                                                    | |                                                                     |
| «Воспоминание о ней» |                            | кинодекламация                                   |                                        |                                                                    | Семён Крамской (декламатор) |                                                                     |
| |                            |                                                  |                                        |                                                                    | |                                                                     |
| «Гамлет» |                            | кинодекламация                                   |                                        |                                                                    | А. П. Хильгабер (декламатор) | одноимённая трагедия Шекспира                                       |
| Сцена (или монолог) из трагедии Шекспира. |                            |                                                  |                                        |                                                                    | |                                                                     |
| |                            |                                                  |                                        |                                                                    | |                                                                     |
| «Где моя Хася?» («Ву из майн Хасе?») |                            | «еврейские куплеты с пением»                     |                                        |                                                                    | Соломон Акарский (декламатор) |                                                                     |
| |                            |                                                  |                                        |                                                                    | |                                                                     |
| «Герой Отечественной войны» | 800 метров                 |                                                  | Юр. Пате (Моск. отд.)                  | А. Ольшевский                                                      | А. Ольшевский |                                                                     |
| Киноговорящая и кинопоющая картина имела исключительный успех у публики, в особенности, в провинции. |                            |                                                  |                                        |                                                                    | |                                                                     |
| |                            |                                                  |                                        |                                                                    | |                                                                     |
| «Грех попутал» | 330 метров                 |                                                  | Бр. Пате (Моск. отд.)                  | Кай Ганзен                                                         | |                                                                     |
| |                            |                                                  |                                        |                                                                    | |                                                                     |
| «Гроза» | 745 метров                 | драма                                            | Бр. Пате (Моск. отд.)                  | Кай Ганзен                                                         | Вера Пашенная (Катерина), Сычёва (Кабаниха), Пясецкий (Борис) | одноимённая пьеса А. Н. Островского                                 |
| Этот фильм значительно уступает „Бесприданнице“ и несёт особый отпечаток „французского и нижегородским“— Б. С. Лихачёв «Кино в России» Актриса Вера Пашенная едва не утонула во время съёмок. |                            |                                                  |                                        |                                                                    | |                                                                     |
| |                            |                                                  |                                        |                                                                    | |                                                                     |
| «Двенадцатый год» |                            |                                                  |                                        |                                                                    | Николай Ниров |                                                                     |
| |                            |                                                  |                                        |                                                                    | |                                                                     |
| «Деньги, любовь и позор» |                            |                                                  |                                        |                                                                    | |                                                                     |
| |                            |                                                  |                                        |                                                                    | |                                                                     |
| «Дочь конокрада» | 515 метров                 | драма из деревенской жизни                       | «Гомон» (Моск. отд.)                   | Владимир Кривцов                                                   | |                                                                     |
| В фильме впервые были применены ночные съёмки. |                            |                                                  |                                        |                                                                    | |                                                                     |
| |                            |                                                  |                                        |                                                                    | |                                                                     |
| «Ерёма под башмаком» |                            | кинодекламация                                   |                                        |                                                                    | Семён Крамской (декламатор) |                                                                     |
| |                            |                                                  |                                        |                                                                    | |                                                                     |
| «Жертва дикой мести» |                            | бульварная/сенсационная драма                    | «Минерва»                              | Николай Минервин                                                   | Аксель Лундин | -                                                                   |
| Фильм разыгран артистами театра Синельникова во время их гастролей в Екатеринодаре. |                            |                                                  |                                        |                                                                    | |                                                                     |
| |                            |                                                  |                                        |                                                                    | |                                                                     |
| «Жидовка-выхрестка» | 580 метров                 | драма                                            | т/д «Тиман и Рейнгардт»                | Владимир Кривцов                                                   | Владимир Шатерников (Лейба, старый еврей), Мария Горичева (Сара, его дочь), Михаил Тамаров (Андрей), Елизавета Уварова (солдатка) | одноимённая пьеса Ивана Тогобочного                                 |
| Единственная дочь старого еврея Лейбы, красавица Сара, любит своего соседа — молодого рабочего Андрея. К Саре сватается сын местного богача-раввина. Воля отца непреклонна. И молодые люди решаются бежать. Сара принимает христианство и венчается с Андреем. Узнав об этом, Лейба сходит с ума. Андрей получает место надсмотрщика на кирпичном заводе соседнего местечка. Через год Андрей случайно встречает свою прежнюю возлюбленную Марью. Он начинает пить и в пьяном порыве выгоняет жену-жидовку. Сара возвращается домой. Её встречает разорившийся сумасшедший отец. Обезумев от горя, Сара сводит счёты с жизнью. Возле её трупа Лейба напевает старую колыбельную песню своей дочери. |                            |                                                  |                                        |                                                                    | |                                                                     |
| |                            |                                                  |                                        |                                                                    | |                                                                     |
| «За океаном» | 850 метров                 | драма                                            | т/д Харитонова                         |                                                                    | Вера Заславская (Эги), Мария Арно, Кушинская, Миша Фишзон, Исаак Арно | одноимённая пьеса Якова Гордина                                     |
| Драматична судьба героев фильма «За океаном». Большая еврейская семья оказывается в Америке. И всё произошло от того, что дочь богатого подрядчика Рафаила Фридляндера Этя хотела «креститься с офицером» и забеременела от него. Перед нами талантливый, но меркантильный и циничный скрипач Григорий Фидлер, женившийся на опозоренной Эте ради денег, распутная сестра Эти Циля и т. д. Они быстро схватывают: «В Америке надо иметь ум…» Все они по-разному и трудно приживаются в новой стране, особенно старик Рафаил Фридляндер, который вспоминает снежные зимы в Кременчуге, добродушных и трудолюбивых крестьян, запрягает на своей ферме тройку, готовит "русский пунш".— «Вся кинематография», 1916 |                            |                                                  |                                        |                                                                    | |                                                                     |
| |                            |                                                  |                                        |                                                                    | |                                                                     |
| «Записки сумасшедшего» («Бред больного») | 1 часть                    | кинодекламация                                   | т-во «Фильма»                          |                                                                    | И. Панормов-Сокольский (декламатор) | одноимённая повесть Н. В. Гоголя                                    |
| |                            |                                                  |                                        |                                                                    | |                                                                     |
| «Запорожский клад» | 500 метров                 | кинодекламация                                   |                                        | Дмитрий Байда-Суховий                                              | Дмитрий Байда-Суховий (две роли: Зачепы и кладоискателя), Анна Борисоглебская (старая цыганка), Прасковья Колесник (ведьма), Мария Малыш-Федорец (девушка), Трофим Поддубный | одноимённая пьеса К. Ванченко                                       |
| По сравнению с предыдущими фильмами, „Запорожский клад“, несомненно, представляет шаг вперёд в смысле изобразительной культуры. Оператор Х. Вурм снял серию пейзажей (лес, берег реки, полевая дорога и др.), которые смонтированы со сценами песен у костра— А. Шимон «Страницы биографии украинского кино» |                            |                                                  |                                        |                                                                    | |                                                                     |
| |                            |                                                  |                                        |                                                                    | |                                                                     |
| «Извозчик» | 45 метров                  | кинодекламация                                   | «Первое СПб ателье синематографии»     | Владимир Гельхардт                                                 | |                                                                     |
| |                            |                                                  |                                        |                                                                    | |                                                                     |
| «Именины Акулины» | 150 метров                 | кинодекламация                                   | «Первое СПб ателье синематографии»     | Владимир Гельхардт                                                 | |                                                                     |
| |                            |                                                  |                                        |                                                                    | |                                                                     |
| «История, каких много» | 960 метров                 | драма                                            | т-во «Сфинкс»                          | Казимеж Каминский                                                  | |                                                                     |
| Драма бедной девушки, ставшей кокоткой. |                            |                                                  |                                        |                                                                    | |                                                                     |
| |                            |                                                  |                                        |                                                                    | |                                                                     |
| «История одного письма» |                            | трюковая комедия                                 | «Минерва»                              | Николай Минервин                                                   | артисты виленских театров |                                                                     |
| Фильм разыгран на улицах Екатеринодара. |                            |                                                  |                                        |                                                                    | |                                                                     |
| |                            |                                                  |                                        |                                                                    | |                                                                     |
| «Как иногда нужно веселиться» |                            |                                                  |                                        | Николай Ниров                                                      | |                                                                     |
| |                            |                                                  |                                        |                                                                    | |                                                                     |
| «Камаринский мужик, или Касьян-именинник» |                            |                                                  | т/д «Варяг» (?)                        |                                                                    | |                                                                     |
| |                            |                                                  |                                        |                                                                    | |                                                                     |
| «Капризы любви» («Любовь кузнеца») | 397 метров                 | психологическая драма из еврейской жизни         | «Варяг»                                | Борис Чайковский                                                   | |                                                                     |
| История о том, как деревенский мужик дошёл в своей любви к барыне до преступления. Согласно Б. С. Лихачёву, фильм был среднего художественного уровня. |                            |                                                  |                                        |                                                                    | |                                                                     |
| |                            |                                                  |                                        |                                                                    | |                                                                     |
| «Кара Божия» | 855 метров                 | драма                                            | Бр. Пате (Моск. отд.)                  | Александр Аркатов                                                  | Рафаил Адельгейм, Чернова |                                                                     |
| Один из последних фильмов фильмов «Бр. Пате», снятый в России (фильм вышел на экраны в начале 1913 года). Согласно Б. Лихачёву, интерес представляла только игра Рафаила Адельгейма. |                            |                                                  |                                        |                                                                    | |                                                                     |
| |                            |                                                  |                                        |                                                                    | |                                                                     |
| «Касьян» | 240 метров                 | комедия                                          | т/д Ханжонкова                         |                                                                    | |                                                                     |
| |                            |                                                  |                                        |                                                                    | |                                                                     |
| «Клад князя Скалона» | 681 (651?) метр            | драма                                            | т-во «Варяг»                           | Михаил Новиков                                                     | артисты виленских театров | -                                                                   |
| Уголовная драма из прошлого московской жизни. Злободневный фильм на сенсационную тему, заполнившую в то время все бульварные листки. |                            |                                                  |                                        |                                                                    | |                                                                     |
| |                            |                                                  |                                        |                                                                    | |                                                                     |
| «Ключ старой башни» | 1400 метров                | драма                                            | т-во"Сфинкс"                           | Казимеж Каминский                                                  | | одноимённый роман Ф. Грильпарцера                                   |
| |                            |                                                  |                                        |                                                                    | |                                                                     |
| «Колдунья» | 700 метров                 | драма                                            | т/д «Р. Перский»                       | Владимир Кузнецов                                                  | Борис Светлов (Алексей) | одноимённая пьеса В. Чирикова                                       |
| Драма из жизни старой русской деревни. |                            |                                                  |                                        |                                                                    | |                                                                     |
| |                            |                                                  |                                        |                                                                    | |                                                                     |
| «Корчмарь Лейба» | 380 метров                 | драма из еврейской жизни                         | т-во «Варяг»                           | Михаил Новиков                                                     | Двинский |                                                                     |
| |                            |                                                  |                                        |                                                                    | |                                                                     |
| «Красная вдова» | 310 метров                 |                                                  | фирма К. Паганелли                     |                                                                    | |                                                                     |
| |                            |                                                  |                                        |                                                                    | |                                                                     |
| «Кровавая доля» | 1200 метров                | драма из жизни польских крестьян                 | т-во «Сфинкс»                          | Казимеж Каминский (Виталис Корсак-Гоголовский?)                    | Антони Филип Бернарчик | сборник новелл Г. Сенкевича                                         |
| |                            |                                                  |                                        |                                                                    | |                                                                     |
| «Кубок жизни и смерти» | 900 метров                 | драма                                            | Бр. Пате (Моск. отд.)                  | Кай Ганзен                                                         | Иван Мозжухин, Александра Гончарова, Н. Гофман, Пясецкий, Макаров, Муратова, Анисимов |                                                                     |
| Беззаботно жилось хорошенькой Наде в доме баловавших свою единственную дочь родителей, спокойно глядела она в будущее, которое сулило ей тихое счастье в браке с другом её юности Галиным. Привычная близость с товарищем детских игр, незаметно перешедшая в отношения жениха и невесты, не волновала девичьей души, не знавшей ничего кроме безмятежной привязанности к близким. Так мирно, однообразно проходили дни в буржуазной семье, как вдруг визит графа де-Рибас, случайно познакомившимся с Амбросимовым, всколыхнул обычный уклад её жизни. Появление блестящего молодого человека из высшего общества, его интересная наружность и богатство, самоуверенность и светскость произвели на Надю сильное впечатление. Граф стал бывать у Амбросимовых и скоро сделался своим человеком в их семье, где все встречали его радушно, а родители благосклонно смотрели на его ухаживания за Надей. А она, сама того не замечая, всё более и более поддавалась его обаянию. Начались прогулки на автомобиле, уединённые встречи в поэтических уголках Москвы и наконец… интимные свидания в доме графа. Покорив воображение девушки, граф совершенно покорил её сердце, которому трудно было устоять против светского льва. И Надя, увлекаемая вихрем подхватившей её страсти, беззаветно отдалась графу, пожертвовав ради новой любви своей привязанностью к Галину. И скромный студент покорно удалился, быть может, с тайной надеждой, что изменница к нему вернётся. Между тем надя с головой окунулась в новое чувство, только и видя перед собой свой кумир, только и мечтая о нём. Жадно пила она из искромётного кубка жизни… Но недолго длилось её счастье. Увлечение графа оказалось мимолётным, и бедная девушка, пожертвовавшая ему всем, почувствовала себя брошенной. Цепляясь за призрачную надежду смягчить охладевшее сердце возлюбленного, она проникла однажды в квартиру графа, но там, к довершению своего горя, застала другую… В порыве ревности Надя дождалась изменника у подъезда и выстрелом из револьвера хотела свести счёты с похитителем её чести, но пуля пролетела мимо. Тогда отчаяние токает руку несчастной против себя самой, и вторым выстрелом она кончает с собой. Велико было горе родителей, увидевших бездыханное тело своей ненаглядной дочери, но ещё тяжелее отозвалась её смерть на Галина. После неудачной попытки отомстить за своё разбитое счастье, он потерял охоту жить и начал искать забвения в вине. Опускаясь всё ниже и ниже, он вскоре оказывается в рядах «бывших людей», и терзаемый ненавистными призраками прошлого, падает замертво на задворках питейного заведния. Н. Гофман позже писала о съёмках фильма: «Кай Ганзен посмотрел на меня и сказал6 „Юная, хорошо пойдёт“ <…> дал мне чистый лис бумаги и предложил нафантазировать этюд <…> Это произвело впечатление. Попробовали перед аппаратом — проба прошла удачно и меня пригласили сниматься <…> Я играла роль девушки, которую обольстил красавец <…> надругался и бросил. Моя героиня стреляется <…> снимались пышные похороны <…> я лежала в гробу. Съёмки велись в ателье. Но были и натурные съёмки — прогулки в роскошном экипаже в Петровском парке <…> Картина у зрителя имела успех. Дело было поставлено довольно солидно. У меня осталось хорошее впечатление о вдумчивой работе Ганзена». |                            |                                                  |                                        |                                                                    | |                                                                     |
| |                            |                                                  |                                        |                                                                    | |                                                                     |
| «Кугельзон» («Навязчивый комиссионер») |                            | комедия/кинодекламация                           |                                        |                                                                    | труппа декламаторов под управлением Ф. Плескова |                                                                     |
| |                            |                                                  |                                        |                                                                    | |                                                                     |
| «Лишённый солнца» | 540 метров                 | драма                                            | т/д «Тиман и Рейнгардт»                | Владимир Кривцов                                                   | Владимир Максимов (Владимир Горский), Горичева, Кванин | вариация сюжета со значительными изменениями рассказа Чехова «Пари» |
| Постоянный посетитель всех великосветских вечеров блестящий молодой журналист Владимир Горский полюбил дочь разорившегося помещика Эвелину. Красавица соглашается стать женой Владимира, но только тогда, когда он станет богатым, и мысль о богатстве всецело овладевает молодым человеком. Однажды на званом вечере у миллионера Патоцкого среди приглашённых возникает спор о том, что ужаснее — смерть или одиночное заключение, и хозяин, утверждая, что смертная казнь легче одиночного заключения, предлагает 500 000 рублей тому, кто выдержит полное одиночное заключение в течение года. Владимир Горский принимает безумное пари, и вся компания отправляется по коридору дома миллионера к тёмной комнате, которая должна служить местом заключения Владимира и всё убранство которой состоит из кровати, стола и стула. На одной из стен установлен электрический звонок, соединённый с регистратором. Если заключённый захочет освободиться, ему стоит только нажать кнопку, и он на воле, но тогда пари проиграно, если даже это произойдёт за минуту до срока. Проходит год. Наступает день розыгрыша пари. Перед домом Патоцкого толпятся корреспонденты, чтобы узнать о результатах спора. Владимир Горский, осунувшийся, похудевший, полубезумный, напрягает всю силу воли, чтобы не позвонить в последний момент, и, наконец, чтобы избавиться от терзаний, перерезает провода. Почти в тот же момент в комнату узника, крадучись, как вор, входит Патоцкий. Истекший год пошатнул дела миллионера, и, если сегодня ему придётся уплатить проигранное пари Владимиру Горскому, он разорён. С безумной мольбой обращается Паточкий к пленнику: «Я разорён. Все приглашённые собрались у регистратора. Вы должны позвонить, чтобы спасти меня». С торжествующим хохотом Владимир отказывается. Патоцкий, не видя иного выхода, убивает пленника и звонит, не замечая того, что провода перерезаны. Затем, вернувшись к приглашённым, он сообщает им, что выиграл пари, так как слышал звонок, но гости молча указывают на регистратор, который ничего не отметил. Все гости с весёлой, жизнерадостной Эвелиной отправляются в комнату Владимира и находят там труп несчастного. Как подкошенный цветок, падает Эвелина на труп своего жениха. Патоцкий пытается утверждать, что Владимир Горский покончил с собой самоубийством, но кровавое пятно на рубашке выдаёт убийцу, и Патоцкий, видя, что всё потеряно, выхватывает револьвер и стреляется. |                            |                                                  |                                        |                                                                    | |                                                                     |
| |                            |                                                  |                                        |                                                                    | |                                                                     |
| «Любовь Андрия» («Тарас Бульба») | 240 метров                 | драма                                            | южнорусское ателье «Родина»            | Даниил Сахненко                                                    | | повесть Гоголя «Тарас Бульба»                                       |
| |                            |                                                  |                                        |                                                                    | |                                                                     |
| «Любовные похождения господ С. и И. — известных лиц в Д.» («Milocne przydogy Z. I. J., znanych osobistosci W D.») |                            | драма                                            | киностудия Львова                      | Сигизмунд Веселовский                                              | |                                                                     |
| |                            |                                                  |                                        |                                                                    | |                                                                     |
| «Мефистофель» |                            | кинодекламация                                   |                                        |                                                                    | Семён Крамской (декламатор) |                                                                     |
| |                            |                                                  |                                        |                                                                    | |                                                                     |
| «Миреле Эфрос» («Мирра Эфрос», «Mirele Efros») | 4 части, 1030 метров       | драма                                            | т-во «Сила»                            | Авраам Каминский (Марк Арнштейн? Анджей Марек?)                    | Эстер-Рохл Каминская (Миреле Эфрос), Рудольф Заславский (Иосиф, её сын), Давид Луи (Данила), Григорий Вайсман (Нухимце), Яков Либерт (Шалман, приказчик), Орёл (Шлоймеле), Софья Эдельман (Шнейделе), Ида Каминская, Регина Каминская, Таня Тайтельбаум (Таня), Юлиуш Адлер, Абрам Каминский, Атель, Орёл | одноимённая пьеса Якова Гордина                                     |
| Фильм в значительной степени держится на многогранном тонком исполнении роли героини актрисы Эстер Каминской. Решительная, деятельная женщина, глава крупной фирмы и в то же время мудрая и добрая мать, Мирра Эфрос сталкивается с невесткой из невежественной мещанской семьи, где властвует культ денег. Она полна неприязни и горького юмора по отношению к своим вымогателям., членам этой семьи, «слуцким аристократам», но со многим готова мириться ради сына, любящего свою капризную и алчную Шнейделе, которая хотела бы ограбить свекровь и отправить её «на покой». Особенно впечатляет игра Каминской в сцене, когда Мирра требует поставить себе под ноги шкатулку с бриллиантами, демонстрируя и свою власть, и презрение к человеческой жадности. В конце-концов, горная и независимая женщина уходит от сына, передав ему и невестке всё своё состояние. Без настоящей хозяйки в доме начинается полный хаос, домашние ссорятся из-за денег. Конфликт разрешает внук Мирры, который приводит бабушку в родной дом на праздник своего совершеннолетия, бар-мицву. |                            |                                                  |                                        |                                                                    | |                                                                     |
| |                            |                                                  |                                        |                                                                    | |                                                                     |
| «Митюхина голова ему покоя не даёт» | 147 метров                 | комедия                                          | Бр. Пате (Моск. отд.)                  | Кай Ганзен                                                         | Николай Ниров (Митюха) |                                                                     |
| |                            |                                                  |                                        |                                                                    | |                                                                     |
| «Мороз по коже» | 400 метров                 | уголовная драма из быта подонков общества        | «Варяг»                                | Владимир Касьянов (дебют)                                          | А. Горбачевский, Владимир Касьянов |                                                                     |
| Касьянов вспоминал о съёмках этого фильма: «В этом моём первом киносценарии было несколько эпизодов, по всей насыщенности дрматизмом и трудности актёрского исполнения <…> как <…> актёрскую задачу, мне хотелось решить <…> мне пришлось ещё и режиссировать этой постановкой <…> Мою первую режиссёрскую работу одобрили, кинофильм зрителю понравился и в дальнейшем, к моему огорчению, мне предложили работать режиссёром, мотивируя тем, что актёром много, а режиссёров мало». |                            |                                                  |                                        |                                                                    | |                                                                     |
| |                            |                                                  |                                        |                                                                    | |                                                                     |
| «На бедного Митюху все шишки валятся» | 165 метров                 | комедия                                          | Бр. Пате (Моск. отд.)                  | Кай Ганзен                                                         | Николай Ниров (Митюха) |                                                                     |
| |                            |                                                  |                                        |                                                                    | |                                                                     |
| «На каменных плитах» | 705 метров                 | драма                                            | т-во «Варяг»                           | Михаил Новиков (?)                                                 | |                                                                     |
| Драма бедной модистки, ставшей жертвой столицы. |                            |                                                  |                                        |                                                                    | |                                                                     |
| |                            |                                                  |                                        |                                                                    | |                                                                     |
| «На народной ниве» | 645 метров                 | драма                                            | Бр. Пате (Моск. отд.)                  | Кай Ганзен                                                         | Васильев, Сычёва, Пясецкий |                                                                     |
| Трагедия молодой учительницы, встретившей в деревне зависть и злобу кабатчика и попечителя школы. |                            |                                                  |                                        |                                                                    | |                                                                     |
| |                            |                                                  |                                        |                                                                    | |                                                                     |
| «На узелки» | 263 метров                 | трюковая комедия                                 | т/д «Р. Перский»                       | Николай Ниров                                                      | |                                                                     |
| Вишневский назвал сюжет картины нелепым. |                            |                                                  |                                        |                                                                    | |                                                                     |
| |                            |                                                  |                                        |                                                                    | |                                                                     |
| «Назойливый вояжёр» |                            |                                                  |                                        | Александр Остроухов-Арбо                                           | Александр Остроухов-Арбо |                                                                     |
| |                            |                                                  |                                        |                                                                    | |                                                                     |
| «Наполеон в Москве» | 140 метров                 |                                                  | «Фотокиноателье»                       | М. Полянский                                                       | |                                                                     |
| |                            |                                                  |                                        |                                                                    | |                                                                     |
| «Находчивый апаш» |                            | комедия                                          | т-во «Мирограф»                        | А. Башилов                                                         | |                                                                     |
| |                            |                                                  |                                        |                                                                    | |                                                                     |
| «Объятия земли» | 500 метров                 | исторический                                     | т-во «Варяг»                           | Борис Чайковский                                                   | |                                                                     |
| |                            |                                                  |                                        |                                                                    | |                                                                     |
| «Одесcкие катакомбы» («Подземные трущобы Одессы») | 1400 метров                | авантюрно-приключенческий/уголовная драма        | т-во «Мирограф»                        | Д. Марченко, М. Медведев                                           | | одноимённый роман В. Антонова                                       |
| Лихачёв назвал фильм «первым крупным опытом создания русской Пинкертоновщины» и предшественником «Соньки Золотой Ручки». В ряде источников годом создания также указывается 1910 или 1913 год. |                            |                                                  |                                        |                                                                    | |                                                                     |
| |                            |                                                  |                                        |                                                                    | |                                                                     |
| «Опасный любовник» («Niebezpieczny kochanek»?) |                            | драма                                            |                                        | Казимеж Каминский                                                  | |                                                                     |
| |                            |                                                  |                                        |                                                                    | |                                                                     |
| «От неё все качества» |                            |                                                  |                                        | Авраам Каминский                                                   | Миша Фишзон | одноимённая пьеса Л. Н. Толстого                                    |
| |                            |                                                  |                                        |                                                                    | |                                                                     |
| «Отверженные» («Диверштойсене») | 3 части, 1000 метров       | драма из еврейской жизни                         |                                        | Авраам Каминский                                                   | Вера Заславская, Миг Фишзон | одноимённая пьеса Якова Ваксмана                                    |
| Съёмки происходили во время гастролей труппы в Одессе в августе 1911 года. На одной из них произошёл курьёзный случай. По ходу действия «Отверженных» В. Заславская должна была броситься в море. Загоравшие на пляже люди видели, что вдали она упала с утёса, и подняли переполох. Когда им объяснили, в чём дело, не веселились только самые угрюмые. Любопытствующие заполнили всю съёмочную площадку. Съёмка была сорвана. |                            |                                                  |                                        |                                                                    | |                                                                     |
| |                            |                                                  |                                        |                                                                    | |                                                                     |
| «Отмщённая ложь» («Pomszczona krzywda») |                            | драма                                            |                                        | Сигизмунд Велеселовский                                            | Кароль Адвентович, Анджела Шман, Анна Зелинска, Мариан Андрусевич |                                                                     |
| Семейные разбирательства героев фильма заканчиваются выстрелом из револьвера и помещением главного героя в психиатрическую больницу. События разворачиваются на фоне Львовского Стрыйского парка, шумного фабричного завода и салона с гуцульским ковриком и ружьём на стене. |                            |                                                  |                                        |                                                                    | |                                                                     |
| |                            |                                                  |                                        |                                                                    | |                                                                     |
| «Палата № 6» |                            | драма                                            | т-во «Варяг»                           | Борис Чайковский                                                   | Алексей Бестужев | одноимённая повесть Чехова                                          |
| «Начинавший кинорежиссёр Чайковский очень внимательно подходил к фильму <…> много времени уделял репетициям. Если видел, что исполнители утомлены и роли у них получаются недостаточно чётко, спокойно предлагал: -Давайте-ка, отложим съёмки на завтра. Отдохнёте, продумаете всё… <…> Ведь мы Чехова экранизируем… <…> пусть будет снято меньше, зато хорошо <…> После работы в Московском драматическом театре, где Чайковский был режиссёром и актёром, он стал работать в кино с упоением <…> обдумывал каждый эпизод <…> советовался с художником и оператором о построении кадра, делал предварительные зарисовки. Ему нравилось применение средних и поясных планов. Проработав некоторое время в павильоне, он стал разбираться и в освещении. За экранизацию „Палаты № 6“ он принялся с великим рвением и на некоторое время сумел поднять настроение всей съёмочной группы <…> фильм <…> получился вполне удовлетворительным, что отмечала и тогдашняя печать <…> мы хорошо заработали на этой ленте». (Оператор Иван Фролов) |                            |                                                  |                                        |                                                                    | |                                                                     |
| |                            |                                                  |                                        |                                                                    | |                                                                     |
| «Пан Штукаревич, или оказия, которой не было» |                            | комедия                                          |                                        | А. Гемалий                                                         | | одноимённая пьес Зиневича                                           |
| Съёмки проводились в небольшом частном ателье, где были установлены взятые напрокат декорации, изображавшие обычную сельскую хату в три стены, с большой печью, без потолка, с деревянными лавками и столом. |                            |                                                  |                                        |                                                                    | |                                                                     |
| |                            |                                                  |                                        |                                                                    | |                                                                     |
| «Пасынки судьбы» | 2 части, 680 метров        | драма из жизни подонков общества                 | Бр. Пате (Моск. отд.)                  | Кай Ганзен                                                         | |                                                                     |
| Картины: 1-я часть. Добрый барин. 1. Дом отца Маши был полной чашей. Мирно работала крестьянская семья на родных нивах. Каждый делал своё дело, и никому не было повода жаловаться на свою долю. 2. Но «красный петух» лишил семью крова, и Маша ушла в Москву в услужение.Но капризная судьба обрекла крестьянскую семью на тяжёлые испытания. Случился пожар, и всё благосостояние семьи пошло прахом. Нужда предстала перед обездоленными тружениками. Дочь погорельцев, Маша, в надежде поддержать семью, решила отправиться на заработки в Москву: тяжело ей покидать стариков, но ещё тяжелее видеть их в нищете. 3. Москва! И вот Маша в Белокаменной, что-то её там ждёт? В рекомендательной конторе ей повезло. Скоро нашлось место, и барин на первых порах оказался добрым. Но ничего не даётся даром на этом свете! И скоро пришла расплата. 4. Барин даёт Маше возможность оказать первую помощь семье. 5. Маша, боясь безработицы, уступает вожделениям барина.«Добрый барин» потребовал от Маши большего, чем исполнение обязанностей прислуги, и она, не имея сил бороться с охватившим её отвращением, боясь голода и горя родителей, принесла себя в жертву сластолюбцу. 6. Через полгода. Маша скоро должна стать матерью, и «добрый барин» выкидывает её на улицу. Став матерью, она очутилась на улице, откуда и покатилась по наклонной плоскости… 7. Бюро «таких» не рекомендует. 2. Хитровка — дно Москвы. 8. Хитровец-босяк спасает Маше от самоубийства.Покушение на самоубийство, потом «Хитровка» были последними этапами её жизненного пути. 9. Прошло 17 лет. «Хитровка» обучила Машу воровству. Она с сожителем обирает «гостей», а ласковый сынок спаивает её. Сама она стала нечиста на руку, а сын её сделался типичнейшим альфонсом, и единственное, что она могла для него сделать, это оставить посмертную записку, где сообщала ему тайну его рождения. 10. Ещё пять лет прошло. Сын Маши благоденствует, а Маша… умирает.Маша умерла; в ночлежке, среди разгула и злобных выкриков оборвалась её многострадальная жизнь. А её сын, найдя «завещание», разыскал отца и отомстил. 11. К отцу! 12. Отец и сын. Старый грех добивает старика. |                            |                                                  |                                        |                                                                    | |                                                                     |
| |                            |                                                  |                                        |                                                                    | |                                                                     |
| «Пересмешник» |                            | юмористический (мультипликационный?) кино-журнал | т/д Ханжонкова                         | Владислав Старевич                                                 | |                                                                     |
| |                            |                                                  |                                        |                                                                    | |                                                                     |
| «Письмо матери» |                            | кинодекламация                                   |                                        | Авраам Каминский                                                   | А. Смоленский | одноимённая баллада Соломона Шмулевича                              |
| |                            |                                                  |                                        |                                                                    | |                                                                     |
| «Пожар» |                            | кинодекламация                                   |                                        |                                                                    | Семён Крамской |                                                                     |
| |                            |                                                  |                                        |                                                                    | |                                                                     |
| «Последнее слово подсудимого» | 570 метров                 |                                                  |                                        | Владимир Кривцов                                                   | | одноимённое стихотворение А. Майкова                                |
| |                            |                                                  |                                        |                                                                    | |                                                                     |
| «Потоп» |                            |                                                  |                                        | Эдвард Пухальский                                                  | | трилогия Сенкевича                                                  |
| Фильм не был завершен. Негатив Пухальский продал Ханжонкову. |                            |                                                  |                                        |                                                                    | |                                                                     |
| |                            |                                                  |                                        |                                                                    | |                                                                     |
| «Предводитель золотой роты» | 580 метров                 | комедия из жизни подонков общества               | т/д «Р. Перский»                       | Борис Чайковский                                                   | |                                                                     |
| |                            |                                                  |                                        |                                                                    | |                                                                     |
| «Предрассудки» | 670 метров                 | драма                                            |                                        | Казимеж Каминский (Юзеф Остойя-Сульницкий Ян Скарбек-Мальчевский?) | |                                                                     |
| |                            |                                                  |                                        |                                                                    | |                                                                     |
| «Преувеличениек» |                            |                                                  |                                        |                                                                    | |                                                                     |
| |                            |                                                  |                                        |                                                                    | |                                                                     |
| «Пригвождённый» | 625 метров                 | драма-гиньоль                                    | т/д «Тиман и Рейнгардт»                | Яков Протазанов                                                    | Александр Волков, Елизавета Тиман |                                                                     |
| История о человеке, случайно пригвоздившем себя к гробу и сошедшем с ума от ужаса. |                            |                                                  |                                        |                                                                    | |                                                                     |
| |                            |                                                  |                                        |                                                                    | |                                                                     |
| «Прошлое Серёжи» |                            | кинодекламация                                   |                                        |                                                                    | Семён Крамской |                                                                     |
| |                            |                                                  |                                        |                                                                    | |                                                                     |
| «Пьетро Карузо» | 700 метров                 | драма                                            | т/д «Сила»                             | Казимеж Каминский                                                  | |                                                                     |
| |                            |                                                  |                                        |                                                                    | |                                                                     |
| «Рабочая слободка» | 620 метров                 | драма                                            | т/д Ханжонкова                         | Пётр Чардынин                                                      | лександр Гончарова, Павел Бирюков, Иван Мозжухин | одноимённая пьеса Е. Карпова                                        |
| |                            |                                                  |                                        |                                                                    | |                                                                     |
| «Рабыни разгула» | 510 метров                 |                                                  | т-во «Сила»                            |                                                                    | |                                                                     |
| |                            |                                                  |                                        |                                                                    | |                                                                     |
| «Рассуждение босяка» |                            | кинодекламация                                   |                                        |                                                                    | Семён Крамской (декламатор) |                                                                     |
| |                            |                                                  |                                        |                                                                    | |                                                                     |
| «Рахиль» («Красавица-натурщица») | 3 части, 860 (890?) метров | драма из еврейской жизни                         | Бр. Пате (Моск. отд.)                  | Александр Аркатов                                                  | Раиса Рейзен (Рахиль), Лидия Сычёва (её мать), Николай Васильев (отец), Чеслав Сабинский (художник Бельский), Борис Пясецкий |                                                                     |
| На первом плане тема об отношениях в патриархальной семье к браку дочери с христианином. Мирно, тихо и спокойно проходит жизнь старого еврея и его жены. Сильна и глубока их любовь к единственной дочери. Но мир этот нарушается с того момента, когда комната в доме сдана молодому скульптору-христианину. Любовь, не знающая различий и религии, охватывает молодых людей. Рахелью забыт жених, молодой учёный-еврей, забыты и родители. И когда молодому скульптору пришла идея статуи «Муза», идея, навеянная его любовью к молодой еврейке, то последняя, забыв стыдливость, нагая позирует художнику. Но когда случилась катастрофа, и родители выгнали скульптора, она, не задумываясь, бросает отчий дом и по первому призыву приезжает к художнику. И вдохновлённый своей любовью, он создаёт из мрамора шедевр, давший ему имя и деньги. Мирно и счастливо протекает жизнь молодых людей, но недолго продолжается это счастье… На сцену выступает женщина, которая когда-то была подругой художника, и от которой у неё ребёнок. В дни невзгод она покинула его, и теперь, когда он богат, она решает вернуться к нему. Когда она узнаёт, что место уже занято другой, она не находит ничего лучшего как плеснуть в лицо своей сопернице серной кислотой. А дальше — суд, оправдание и самоубийство скульптора, боровшегося между долгом отца и любовью к женщине-вдохновительнице… |                            |                                                  |                                        |                                                                    | |                                                                     |
| |                            |                                                  |                                        |                                                                    | |                                                                     |
| «Ревизор» |                            |                                                  |                                        |                                                                    | Ф. Новичков, А. Светлов | одноимённая комедия Гоголя (2-й акт)                                |
| |                            |                                                  |                                        |                                                                    | |                                                                     |
| «Сапожник» |                            | кинодекламация                                   |                                        |                                                                    | Семён Крамской |                                                                     |
| |                            |                                                  |                                        |                                                                    | |                                                                     |
| «Сатана» («Готт, менч унд тойфел») | 2 части, 550 метров        | мистическая драма из еврейской жизни             | т-во «Сила»                            | Авраам Каминский                                                   | Д. Заславский (Гершеле), Эстер Вольская (Фрейдня), Дубровнер (Сатана) | одноимённая пьеса Якова Гордина                                     |
| |                            |                                                  |                                        |                                                                    | |                                                                     |
| «Свекровь» | 470 метров                 | былина из времён удельной Руси                   | «Гомон» (Моск. отд.)                   | Владимир Кривцов                                                   | |                                                                     |
| |                            |                                                  |                                        |                                                                    | |                                                                     |
| «Семья Раппопорт» («Трагедия еврейского студента») | 4 части, 1100 метров       | драма                                            | т/д «Р. Перский»                       | Борис Светлов                                                      | В. Шумский (Соломон Раппопорт), Е. Бураковская (Мария Петровна), Вивьен, Карен (племянница Раппопорта), Петровский (богатый винокуренный заводчик) и артисты московских театров |                                                                     |
| Трагическая история еврейского студент Соломона Раппопорта. |                            |                                                  |                                        |                                                                    | |                                                                     |
| |                            |                                                  |                                        |                                                                    | |                                                                     |
| «Современный жених» | 260 метров                 | комедия                                          | т-во «Варяг»                           | Борис Чайковский                                                   | |                                                                     |
| Вишневский назвал фильм грубым и бессодержательным. |                            |                                                  |                                        |                                                                    | |                                                                     |
| |                            |                                                  |                                        |                                                                    | |                                                                     |
| «Страшный покойник» | 360 метров                 | уголовно-разбойничий гиньоль                     | Бр. Пате (Моск. отд.)                  | Александр Гурьев, Чеслав Сабинский                                 | Пясецкий |                                                                     |
| Драма из жизни захолустной железнодорожной станции. Дебют Ч. Сабинского в качестве режиссёра, до этого работавшего художников и сценаристом. |                            |                                                  |                                        |                                                                    | |                                                                     |
| |                            |                                                  |                                        |                                                                    | |                                                                     |
| «Сцены из еврейской жизни» («Из еврейского быта») |                            |                                                  |                                        |                                                                    | |                                                                     |
| Молодого еврея соблазняет девушка, танцующая танец живота, и его отвергает семья и община. Он кончает жизнь самоубийством. Разрозненные фрагменты продолжительностью 31 минут хранятся в ГФФ. |                            |                                                  |                                        |                                                                    | |                                                                     |
| |                            |                                                  |                                        |                                                                    | |                                                                     |
| «Тайна купеческого дома» | 425 метров                 |                                                  | фирма К. Паганелли                     |                                                                    | |                                                                     |
| |                            |                                                  |                                        |                                                                    | |                                                                     |
| «Талмудист» («Дер ешивебохер») | 4 части, 1400 метров       | драма из еврейской жизни                         | т-во «Минтус»                          | Евгений Славинский                                                 | Миша Фишзон | одноимённая пьеса Изидора-Ицхока Золотаревского                     |
| |                            |                                                  |                                        |                                                                    | |                                                                     |
| «Торжество совести» | 182 метра                  | исторический                                     | т-во «Варяг»                           |                                                                    | |                                                                     |
| |                            |                                                  |                                        |                                                                    | |                                                                     |
| «Точка еврея» («Дос пинтеле ид») | 3 части, 1200 метров       | драма                                            | т-во «Минтус»                          | Евгений Славинский                                                 | еврейская передвижная труппа | одноимённая опереттка Бориса Томашевского                           |
| Фильм снимался вместе с «Днём венчания»; обе картины стали родоначальниками фильмов «из еврейской жизни». Славинский позже вспоминал о съёмках этих фильмов. |                            |                                                  |                                        |                                                                    | |                                                                     |
| |                            |                                                  |                                        |                                                                    | |                                                                     |
| «Трагедия бедной Рохеле» | 2 части, 570 метров        | драма из еврейской жизни                         | т/д «Р. Перский»                       | Борис Светлов (А. Иванов-Гай?)                                     | |                                                                     |
| |                            |                                                  |                                        |                                                                    | |                                                                     |
| «Трагедия перепроизводства» | 330 метров                 | комедия                                          | т/д Ханжонкова                         | Пётр Чардынин                                                      | Виктор Туржанский, Шорников |                                                                     |
| |                            |                                                  |                                        |                                                                    | |                                                                     |
| «Труп № 1346» | 660 (700?) метров          | салонная драма                                   | т/д «Тиман и Рейнгардт»                | Владимир Кривцов                                                   | Владимир Максимов (доктор Бродский), Мария Горичева |                                                                     |
| Первый фильм «Русской Золотой Серии». Фильм сделал Максимова звездой русской кинематографии и утвердил его коронный тип «слащавого любовника в безукоризненном фраке». Согласно Б. Лихачёву, «сам сценарий, постановка, монтаж и композиция кадра являются классическими образцами, по которым строились все последующие картины этого жанра». Фильм имел огромный успех. |                            |                                                  |                                        |                                                                    | |                                                                     |
| |                            |                                                  |                                        |                                                                    | |                                                                     |
| «Улица» |                            | кинодекламация                                   |                                        |                                                                    | Семён Крамской (декламатор) |                                                                     |
| |                            |                                                  |                                        |                                                                    | |                                                                     |
| «Уличные музыканты» («Идл мит зайн фидл») | 100 метров                 | кинодекламация                                   | т-во «Фильма» (Баку)                   |                                                                    | |                                                                     |
| |                            |                                                  |                                        |                                                                    | |                                                                     |
| «Ураган» | 745 (785?) метров          | драма                                            | т-во «Варяг»                           | А. Горбачевский                                                    | |                                                                     |
| Трагедия-быль из современной жизни купечества. |                            |                                                  |                                        |                                                                    | |                                                                     |
| |                            |                                                  |                                        |                                                                    | |                                                                     |
| «Хася-сиротка» («Сиротка Хася», «Хасе де иесойме») | 4 части, 1100 метров       | драма                                            | т-во «Сила»                            | Наум Липовский (Анджей Марек? Марк Арнштейн?)                      | Вера Заславская, Казимир Каминский, Миша Фишзон | одноимённая пьеса Якова Гордина                                     |
| «Бессарабская газета» писала: «Картина „Сиротка Хася“, в которой фигурируют артисты гастролировавшей у нас еврейской труппы Фишзона, смотрится с особым любопытством. Как-то странно наблюдать живую игру знакомых лиц, особенно г-жи Заславской, выступившей в лучшей из своих ролей — Хаси, и в то же время не слышать их речей». |                            |                                                  |                                        |                                                                    | |                                                                     |
| |                            |                                                  |                                        |                                                                    | |                                                                     |
| «Цыган Мирко» | 258 метров                 | драма                                            | т-во «Варяг»                           | Михаил Новиков                                                     | |                                                                     |
| |                            |                                                  |                                        |                                                                    | |                                                                     |
| «Цыганка Груня, або оце так ускочив» | 310 метров                 |                                                  | кинолаборатория В. Корша               | Трофим Поддубный                                                   | | пьеса «Запорожский клад»                                            |
| Картина представляет собой перемонтированную версию фильма «Запорожский клад». |                            |                                                  |                                        |                                                                    | |                                                                     |
| |                            |                                                  |                                        |                                                                    | |                                                                     |
| «Часовщик Лейзер» | 525 (600?) метров          | драма из еврейской жизни                         | т-во «Варяг»                           | Михаил Новиков                                                     | Михаил Новиков (Лейзер) |                                                                     |
| Согласно Б. Лихачёву, фильм «блеснул тщательностью постановки и выдержанностью стиля». |                            |                                                  |                                        |                                                                    | |                                                                     |
| |                            |                                                  |                                        |                                                                    | |                                                                     |
| «Чистильщик сапог» | 40 метров                  | кинодекламация                                   | «Первое СПб ателье синематографии»     | Владимир Гельгардт (?)                                             | Владимир Гельгардт (декламатор) (?) |                                                                     |
| |                            |                                                  |                                        |                                                                    | |                                                                     |
| «Шарманщик» |                            | кинодекламация                                   |                                        |                                                                    | Семён Крамской |                                                                     |
| |                            |                                                  |                                        |                                                                    | |                                                                     |